# 견딜 수 없는 것
견딜 수 없는 것(The Swaying Boat)은 한국에서 제작된 민제휘 감독의 2004년 가족 영화이다. 표상우 최승철 등이 주연으로 출연하였다.

## 출연

### 주연
- 표상우
- 최승철
- 이현정

### 조연
- 노영화
- 맹봉학
- 한채경
- 김강희
- 권영숙
- 소재경

## 제작진
- 프로듀서: 오영림
- 제작부: 윤용현
- 촬영부: 박인철
- 조명: 이형빈
- 조명: 임강순
- 조명부: 장건재
- 조명부: 신효석
- 조명부: 장태원
- 조명부: 서성제
- 조명부: 박현비
- 조명부: 류찬수
- 조명부: 김주영
- 조명부: 이춘원
- 연출부: 강소현
- 스크립터: 노승미
- 조감독: 최영림
- 녹음: 이다경
- 붐오퍼레이터: 김민희
- 믹싱: 석근혜
- 미술: 성유진
- 세트: 정영헌
- 분장: 이선미
- 편집보: 이연정
- 편집보: 채은초
- 발전차: 김정태
- 차량대여: 이현두
- 텔레시네: 노학민
- 콘티: 김정희